# Temsa

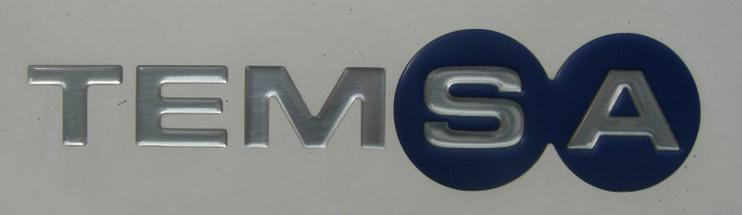
Логотип Temsa по 2009 р.

Temsa Global A.Ş. — турецька фірма із Стамбула, виготовляє автобуси універсального призначення, оснащені агрегатами різних іноземних компаній. Temsa є членом турецького промислового концерну Sabanci і має сучасний складальний завод в місті Адана площею 400 тис. Кв. м, здатним щорічно виготовляти до 3 тис. автобусів різних класів.
Основною продукцією є компактний багатоцільовий автобус Temsa LB26 завдовжки трохи більше 7 м з 28 сидіннями загальною місткістю 42 людини. На його сталевій лонжеронній рамі спереду змонтований 4-циліндровий дизельний двигун MAN (4580 см3, 156 к.с.) з турбонаддувом і проміжним охолодженням і механічна 5-ступінчаста коробка передач. На автобусі встановлені передня підвіска на параболічних ресорах, задня пневматична підвіска, рульовий механізм з гідропідсилювачем, електромагнітний гальмо-сповільнювач. Автобус розвиває максимальну швидкість 130 км/год.

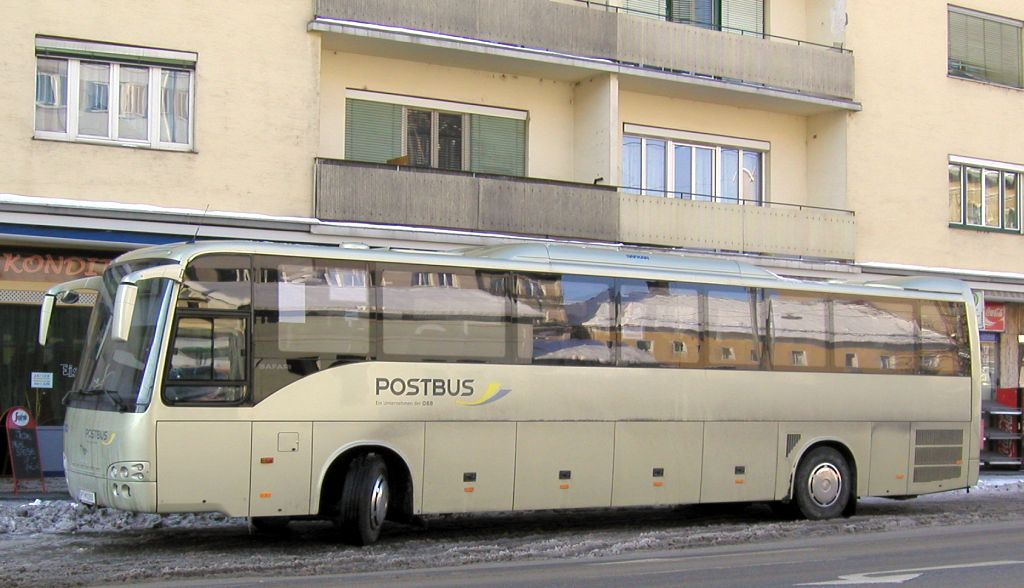
Temsa

Другий варіант Safir MS827 являє собою 12-метровий туристичний автобус на 46 пасажирів. У його основі лежить ліцензія фірми Mitsubishi на модель Aero Midi з суцільнометалевим кузовом на лонжероні основі. Від нього турецький автобус отримав у спадок не лише сучасну аеродинамічнішу зовнішність, але й незвичайний для Європи 6-циліндровий дизель робочим об'ємом 11945 см³, оснащений турбонаддувом що розвиває потужність 350 к.с. Автобус укомплектований механічною 6-ступеневою коробкою передач, головною гіпоїдною передачею, пневматичною підвіскою всіх коліс, гідравлічним гальмом-сповільнювачем. Швидкість автобуса повною масою 18 т досягає 135 км/год.
- Продукція компанії Temsa поділяється на автобуси для турецького ринку та більш сучасні машини для експорту в розвинені країни. До першої групи належать досить прості автобуси Prestij малого класу (експортна назва — Samba), багатомісні 12-метрові приміські Maraton та туристичні Prenses і Safir. Встановлені на них силові агрегати потужністю до 350 к.с. відповідають нормам Euro-2. На європейський ринок розрахована гамма багатомісних автобусів, які базуються на шасі згаданих вище моделей, оснащених агрегатами виробництва компаній MAN, Volvo або DAF, а також більш комфортним інтер'єром.

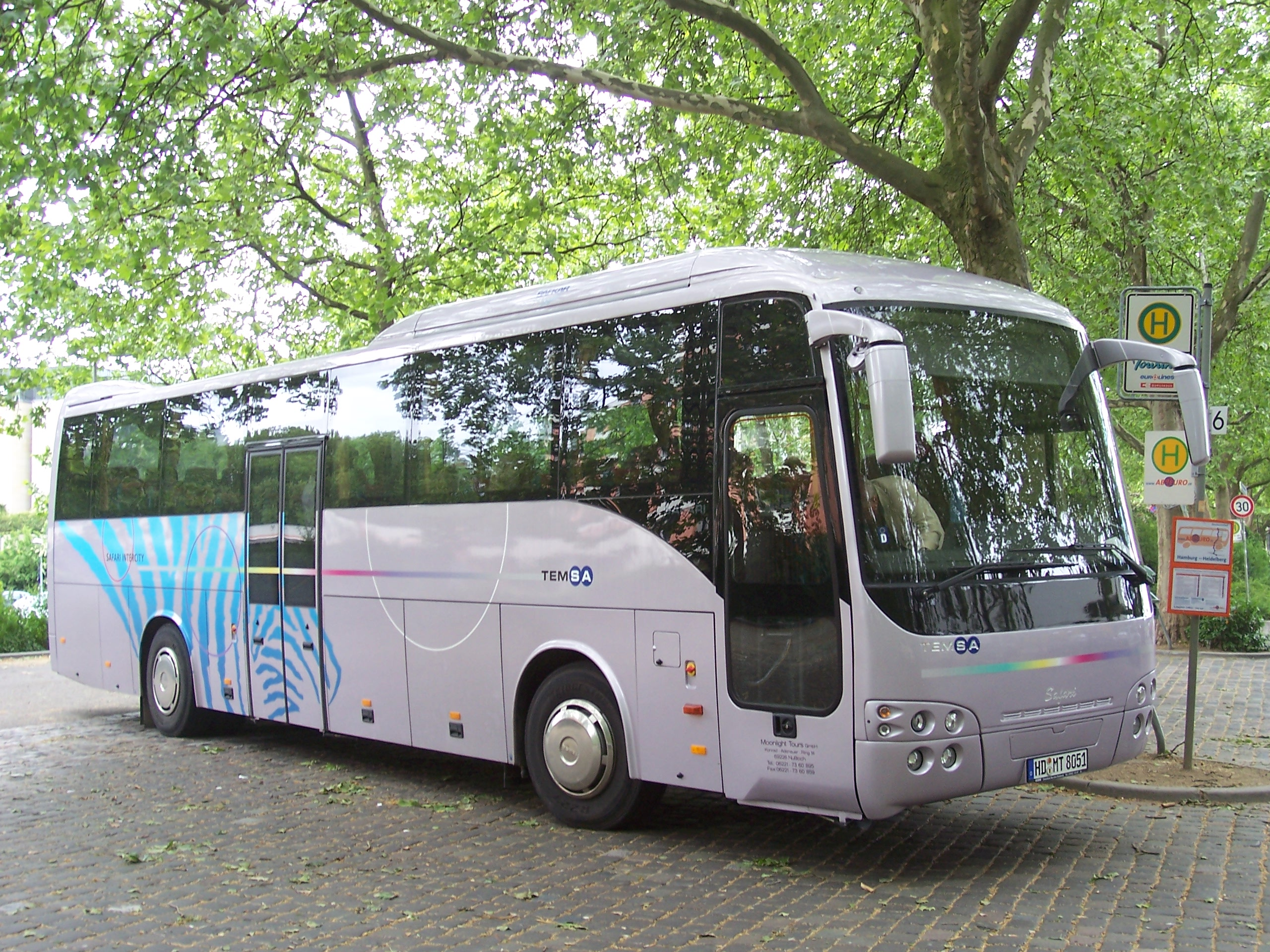
Temsa Safari

- Основу європейської гами складають туристичні та приміські машини Safari, що випускаються з 1999 року по ліцензії компанії Mitsubishi та уніфіковані з серією Prenses / Safir. З 2001 року Safari пропонується у трьох варіантах довжини — 10,7, 12,0 і 12,8 м, що дозволяє запропонувати покупцям досить комфортні салони на 51-63 місця. У базовому виконанні автобуси оснащуються 12-літровим дизельним двигуном MAN D2866 з турбонаддувом потужністю 360 л. с., що задовольняє нормам Euro-3, механічною синхронізованою 6-ступеневою коробкою передач, передньою незалежною підвіскою, заднім нерозрізним мостом MAN, пневматичною підвіскою і всіма дисковими гальмами. Їх максимальна швидкість 125–137 км/год.

- У 2003 році Temsa представила ще дві новинки для європейського ринку.

Перша машина — компактний і комфортний автобус Opal для ближнього туризму довжиною 7,6 м з високим розташуванням салону з 33 місцями для сидіння. У задній частині кузова розміщується 4-циліндровий дизель MAN D0834 в 180 к.с., що працює з механічною 6-ступінчастою коробкою передач. Особливостями машини є комбінована підвіска на параболічних ресорах і пневмобаллонах, оцинковані деталі несучої рами і нижньої частини кузова, а також досить великий для автобусів такого класу 5-кубовий багажник. Для Туреччини пропонується подовжений 35-місний варіант Opal-35.
- Наступна — 14-метровий туристичний автобус Diamond (6x2) вищого класу з напівкруглої повністю заскленою передньою частиною кузова, високо розташованим салоном на 52-63 місця і встановленим в нижній частині переднього звісу робочим місцем водія.

Машина комплектується рядним 6-циліндровим двигуном MAN D2876 заднього розташування потужністю 460 к.с., механічною 8-ступеневою коробкою передач ZF з вбудованим сповільнювачем і передньою незалежною підвіскою.